# Eburna lienardii
Eburna lienardii is een slakkensoort uit de familie van de Olividae. De wetenschappelijke naam van de soort is voor het eerst geldig gepubliceerd in 1859 door Bernardi.